# Юшковы Села
Юшковы Села — деревня в Бежаницком районе Псковской области. Входит в состав сельского поселения муниципальное образование «Лющикская волость».
Расположена у левого берега реки Ашевка, в 15 км к северо-западу от райцентра Бежаницы.
Численность населения по оценке на 2000 год составляла 42 жителя.